# الیگانی سنتر
الیگانی سنتر (به انگلیسی: Allegheny Center) یک منطقهٔ مسکونی در ایالات متحده آمریکا است که در پنسیلوانیا واقع شده‌است.

## نگارخانه

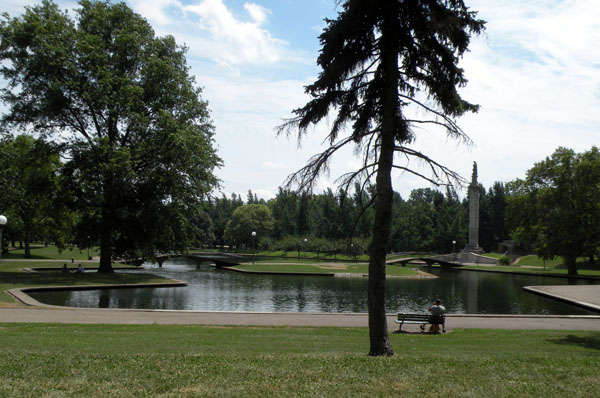
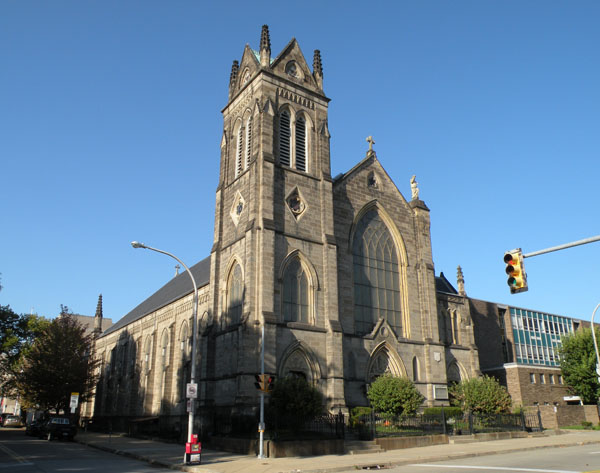
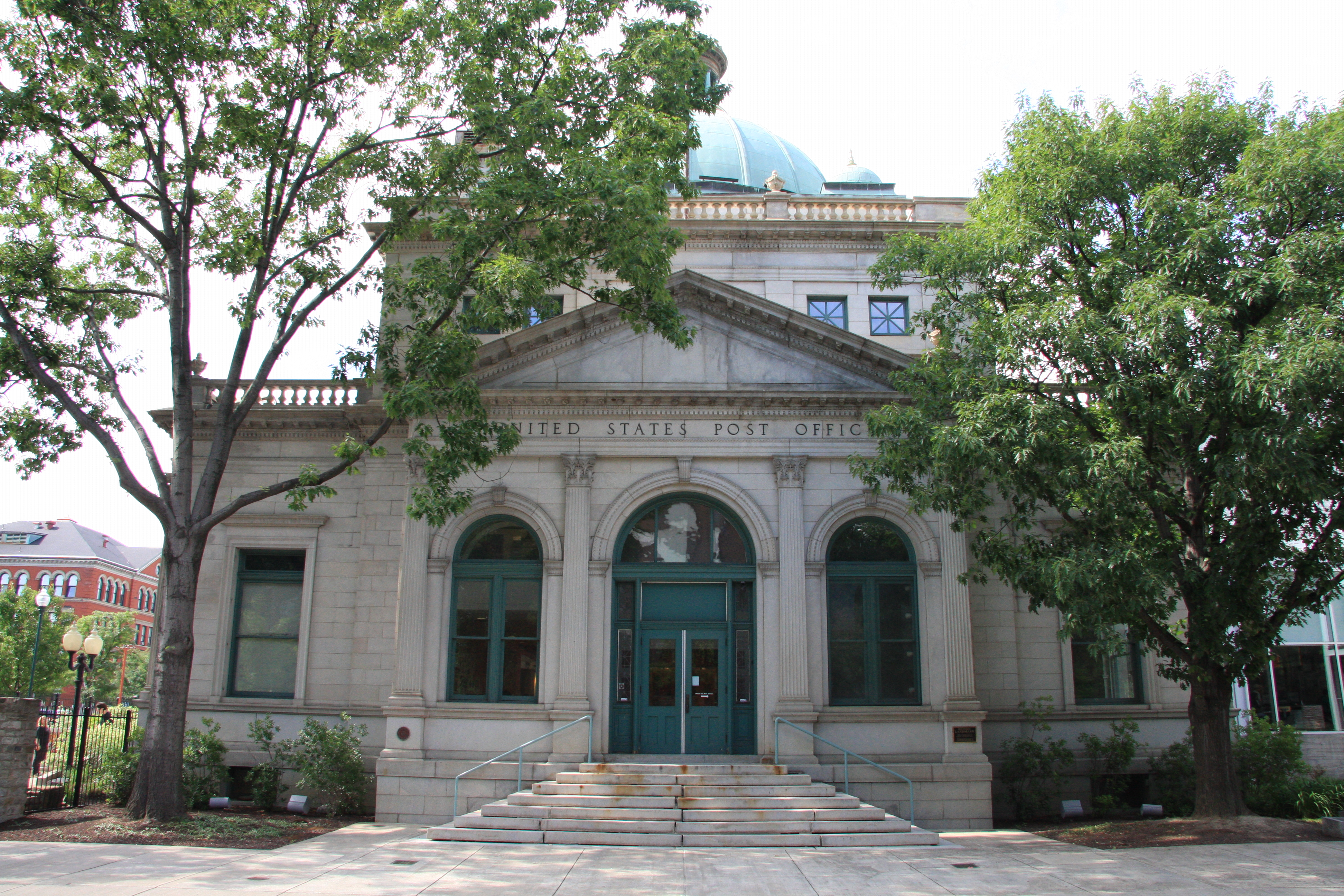
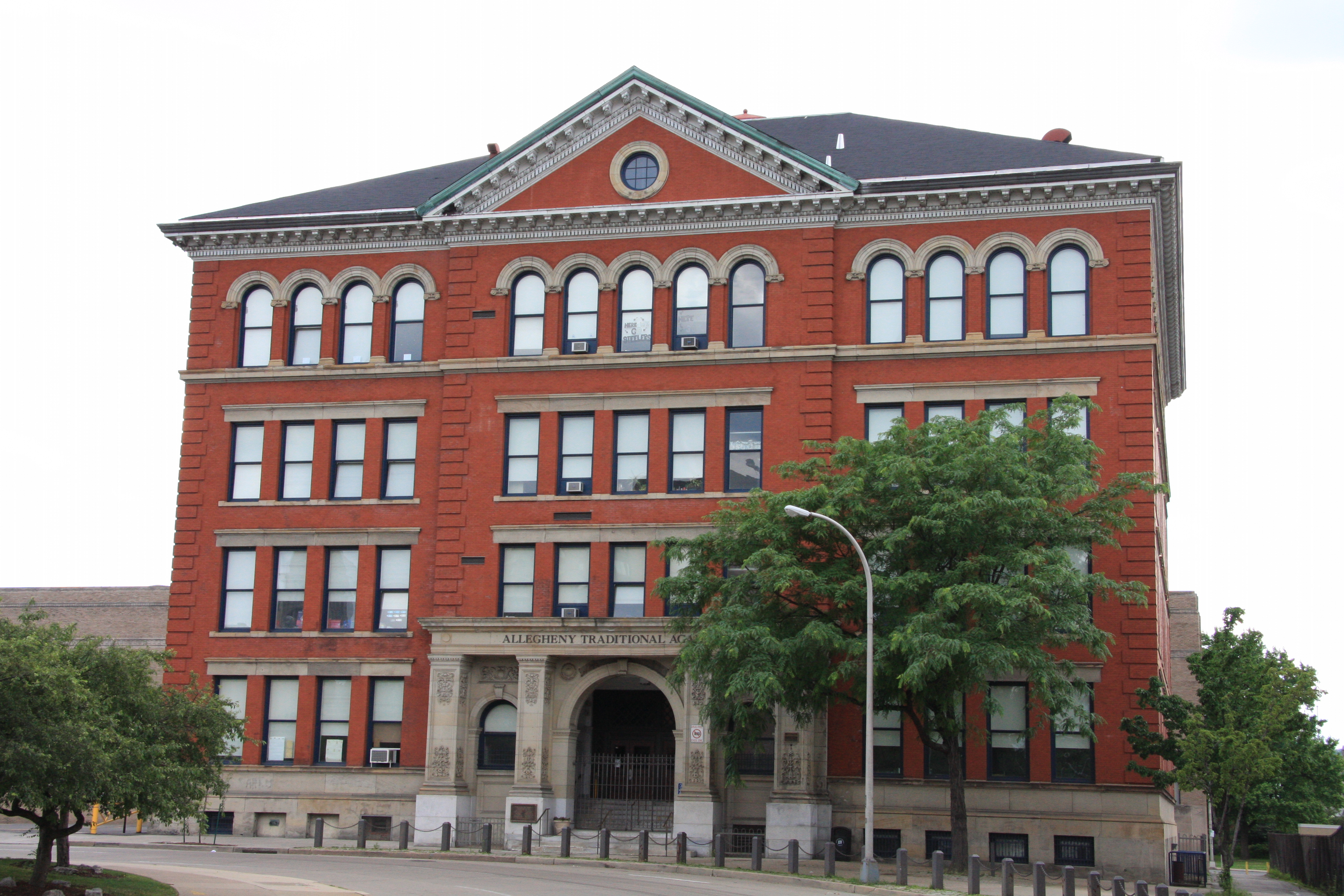
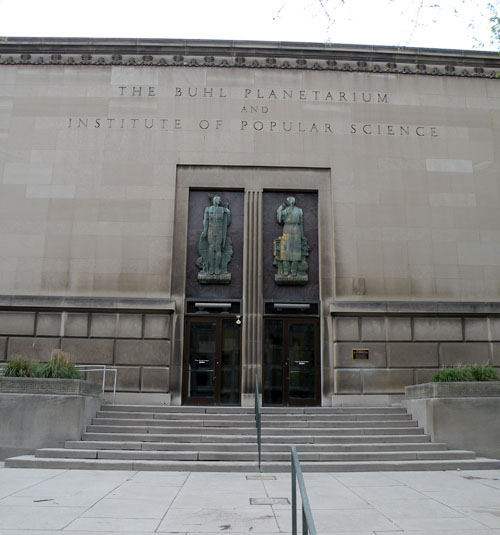
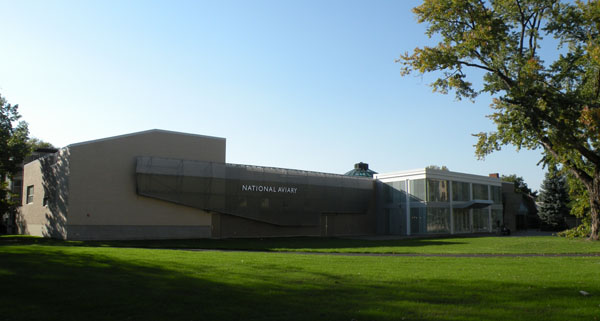

## خصوصیات
الیگانی سنتر ۹۳۳ نفر جمعیت دارد.